# Ana Lúcia Meneses
Ana Lucia Menezes (født 1975 i Recife Pernambuco - 20. april 2021) var en Brasiliansk tegnefilmsdubber og skuespiller. Hun var også kendt som Ana Lucia Grangeiro.
Hun er datter af Mario Menezes, niece og fætter til George Piquet og Daniela Piquet, også dubber.

## Dubbinger
- Ben 10 – Gwen Tennyson
- Winx Club – Stella
- Death Note – Misa Amane
- Ben 10: Ultimate Alien – Gwen Tennyson
- Ben 10: Alien Force – Gwen Tennyson
- Kid vs. Kat – Millie
- De Fantastiske Fehoveder – Poff
- Hamtaro – jojo

## Nomineringer
- Yamato Award